# Bertrada de Laon

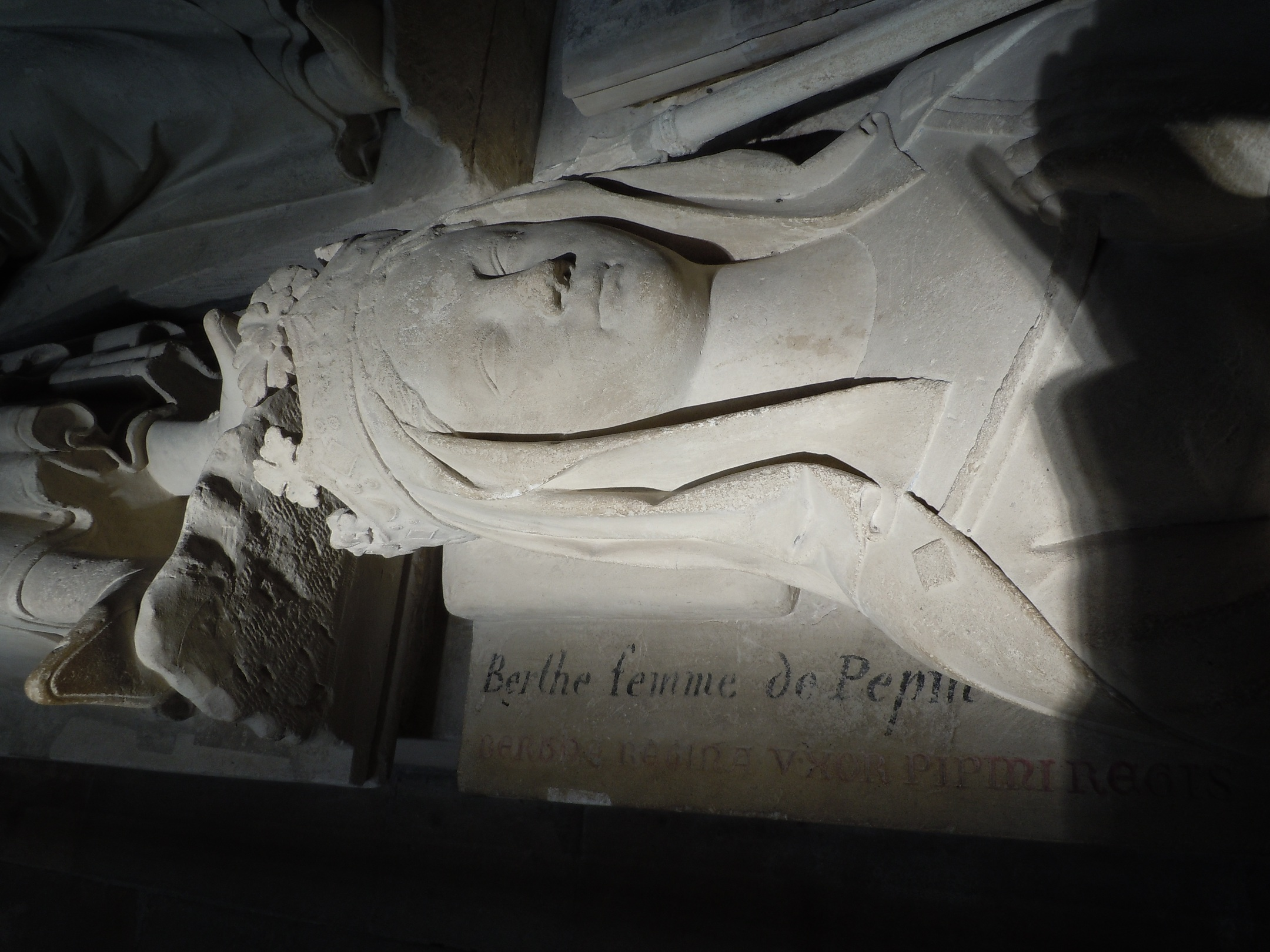
Detalle de la estatua yacente de Bertrada de Laon en la basílica de Saint-Denis.

Bertrada de Laon (Laon, mayo de 726-Choisy-au-Bac, 18 de agosto de 783) era hija de Cariberto Hardrad, conde de Laon, y de Gisela de Laon. También es conocida como Berta. Se casó con Pipino el Breve, rey de Francia, en 744, tras ser su concubina desde 741, y fueron padres de Carlos I el Grande, llamado Carlomagno, en 742, y de Carlomán I en 751.
Era apodada "la del pie grande", apodo que proviene del hecho de que tenía un pie más grande que el otro.